# Kanton Saint-Dié-des-Vosges-Ouest
Kanton Saint-Dié-des-Vosges-Ouest (fr. Canton de Saint-Dié-des-Vosges-Ouest) byl francouzský kanton v departementu Vosges v regionu Lotrinsko. Skládal se ze šesti obcí. Zrušen byl po reformě kantonů 2014.

## Obce kantonu
- La Bourgonce
- Saint-Dié-des-Vosges (západní část)
- Saint-Michel-sur-Meurthe
- La Salle
- Taintrux
- La Voivre